# Pseudyrias melanchia
Pseudyrias melanchia là một loài bướm đêm trong họ Noctuidae.